# Beverly, Ohio
Beverly este o localitate din comitatul Washington, statul Ohio, Statele Unite ale Americii. În anul 2000 localitatea avea 1282 de locuitori.

## Date geografice
Beverly este amplasat pe malul de nord a lui Muskingum River având coodonatele: 39° 33′ N, 81° 38′ W (39.548790, -81.636030). Localitatea ocupă o suprafață de 2,0 km², din care 1,9 km² sunt uscat iar l 0,2 km² (= 7,69 %) apă.

## Demografie
În anul 2000 localitatea avea 1282 loc, cu o densitate de 319,5 loc/ km². Structura demografică din Beverly era în 2000:
- 99,38 % albi
- 0,31 % afro-americani
- 0,08 % indigeni (indios)
- 0,08 % asiatici
- 0,16 % alte rase
- 0,23 % latinos

În Beverly există 
- 556 gospodării, o famlie în medie este compusă din 2,81 de membri
  - din care 26,3 % sunt copii sub 18 ani
  - familii casătorite 53,6 %
  - familii fără soț 7,7 %
  - nefamiliști 32,7 %
  - persoane peste 65 de ani 15,5 %
- Structura de vârstă a populației: (media de vărstă fiind de 43 de ani)
  - 21,6 % sunt minori
  - 7,4 % de 18–24 de ani
  - 24,9 % de 25–44 de ani
  - 23,5 % de 45–64 de ani
  - 22,6 % peste 65 de ani
- Raportul sexelor 
  - la 100 de femei revin 87,2 bărbați,
  - la femei peste 18 ani la 100 de femei revin 84,1 bărbați,

Venitul mediu pe peroană este de 32.798 de dolari, iar pe familie de 39.853 US-Dollar.
Venitul mediu al bărbaților este 35.556 US-Dollar, pe când al femeilor este de 19.196 US-Dollar. 
- 8,4 % din familii au un venit anual mediu de 20.597 US-Dollar
- 9,8 % din familii trăiau sub limita sărăciei, din care 10,9 % erau minori, și 10,1 % erau de peste 65 de ani.